# Larbi Aherdane
Larbi Aherdane   (Casablanca, 6 de juny de 1954) és un exfutbolista marroquí de la dècada de 1970.
Fou internacional amb la selecció del Marroc.
Pel que fa a clubs, destacà a Wydad Athletic Club.